# Pobeda (Pleven)
Pobeda (Bulgaars: Победа) is een dorp in het noordwesten van Bulgarije. Het is gelegen in de gemeente Dolna Mitropolija, oblast Pleven. Het dorp ligt ongeveer 11 km ten noordwesten van Pleven en 133 km ten noordoosten van de hoofdstad Sofia.

## Geschiedenis
Het dorp werd in 1890 gesticht op het grondgebied van het voormalig Tataars dorp ‘Demirköy’ (Демир-кьой). In verband met de aanleg van het Iskar-reservoir, werden inwoners van drie dorpen - Gorni Parasel, Sjisjmanovo en Kalkovo - toegewezen om zich hier te vestigen. In 1953 vestigden de eerste 63 kolonisten zich in deze plaats. In 1954 kwamen er nog eens 42 families bij, waarvan er 11 permanent bleven wonen. Sinds 1961 wordt deze plaats officieel als dorp (село) gekwalificeerd. 

## Bevolking
Op 31 december woonden er 401 personen in het dorp, de helft van het inwonersaantal in de periode 1975-1992. De bevolking bestaat bijna compleet uit etnische Bulgaren.
|  |

| Etnische samenstelling van de respondenten (2011) | Etnische samenstelling van de respondenten (2011) | Etnische samenstelling van de respondenten (2011) | Etnische samenstelling van de respondenten (2011) | Etnische samenstelling van de respondenten (2011) |
| ------------------------------------------------- | ------------------------------------------------- | ------------------------------------------------- | ------------------------------------------------- | ------------------------------------------------- |
|                                                   |                                                   |                                                   |                                                   |                                                   |
| Bulgaren                                          | Bulgaren                                          |                                                   | 96,9%                                             | 96,9%                                             |
| Turken                                            | Turken                                            |                                                   | 2,3%                                              | 2,3%                                              |
| Roma                                              | Roma                                              |                                                   | 0,0%                                              | 0,0%                                              |
| Anders/Onbekend                                   | Anders/Onbekend                                   |                                                   | 0,9%                                              | 0,9%                                              |